# 1-й тяжёлый бомбардировочный авиационный полк
1-й тяжёлый бомбардиро́вочный авиацио́нный полк — воинская часть вооружённых сил СССР, принимавшая участие в боевых действиях на Халхин-Голе, в Советско-финляндской и Великой Отечественной войнах, за мужество и героизм переименованная в числе первых частей в гвардейскую.

## История наименований
- 1-я отдельная тяжелобомбардировочная бригада;
- 1-й отдельный тяжёлый бомбардировочный авиационный полк;
- 1-й тяжёлый бомбардировочный авиационный полк;
- 1-й авиационный полк дальнего действия;
- 1-й гвардейский авиационный полк дальнего действия;
- 1-й гвардейский авиационный Краснознамённый полк дальнего действия;
- 1-й гвардейский авиационный Брянский Краснознамённый полк дальнего действия;
- 1-й гвардейский бомбардировочный авиационный Брянский Краснознамённый полк;
- 194-й гвардейский бомбардировочный авиационный Брянский Краснознамённый полк;
- 194-й гвардейский транспортный авиационный Брянский Краснознамённый полк;
- 194-й гвардейский транспортный авиационный Брянский Краснознамённый полк имени Н. Ф. Гастелло;
- 194-й гвардейский военно-транспортный авиационный Брянский Краснознамённый полк имени Н. Ф. Гастелло;
- 63-й гвардейский отдельный военно-транспортный авиационный полк ВВС Узбекистана;
- Войсковая часть (Полевая почта) 15474.

## История
Полк сформирован в соответствии с приказом НКО СССР № 0017 от 21 мая 1938 года в Ростове как 1-й отдельный тяжёлый бомбардировочный авиационный полк, путём переформирования 21-й тяжёлобомбардировочной авиационной Ростовской бригады, сформированной в свою очередь 26 апреля 1932 года в двухэскадрильном составе также в Ростове. На вооружении полка после его формирования находились четыре эскадрильи самолётов ТБ-3 по 12 самолётов в каждой, эскадрилья истребителей И-16 (в 1939 году из состава полка выведена, на её базе был сформирован 69-й истребительный авиационный полк) и эскадрилья Р-5. 6 экипажей из состава полка участвовали в конфликте на реке Халхин-Гол. В 1939 году перелетев из Ростова в аэропорт Борисполь и принимал участие в присоединении Западной Белоруссии и Украины. Две оперативные группы из состава полка принимали участие в Зимней войне. В 1940 году полк, действуя с аэродрома Гоголево в Полтавской области принимал участие в Присоединение Бессарабии и Северной Буковины. В ходе этой операции самолётами в том числе и 1-го авиационного полка были доставлены (парашютным и посадочным способом) десантники из числа 201-й и 204-й воздушно-десантных бригад.
В начале сентября 1940 года полк из Ростова перебазировался в Великие Луки. В феврале 1941 года полк вошёл в состав 42-й дальнебомбардировочной авиационной дивизии и утратил статус отдельного. В начале марта 1941 года перебазировался на аэродром Шайковка, неподалёку от Спас-Деменска, где и встретил начало войны. К началу войны имел в наличии 41 самолёт ТБ-3 из них пять неисправных. Был переименован в десантно-бомбардировочный и придан 4-му воздушно-десантному корпусу.
В составе действующей армии во время ВОВ с 22 июня 1941 по 5 марта 1942 и с 20 марта 1942 по 30 марта 1942 года как 1-й тяжёлый бомбардировочный авиационный полк и с 31 марта 1942 по 18 августа 1942 года как 1-й бомбардировочный авиационный полк дальнего действия.
Днём 22 июня 1941 года перебазировался в Осиповичи. Полку была поставлена боевая задача бомбардировки аэродромов, но командиром полка было принято решение о перебазировании самолётов на запасные аэродромы Паричи и Сенно, а после — о возвращении в Шайковку. Оттуда приступил к боевым вылетам, первый из которых полк в составе сводной группы совершил в ночь на 27 июня 1941 года, нанеся удар по моторизованным частям противника северо-восточнее и северо-западнее Минска. 28 июня 1941 года группа из состава полка вылетела на аэродром Зябровка, где ей было приказано загрузиться бочками с горючим и сбросить их окружённым частям. Однако при посадке на успевшие сесть шесть самолётов обрушился авиаудар и три самолёта были потеряны. В течение июля 1941 года ведёт напряжённую боевую работу: наносит удары по целям в районах Бобруйск, Лепель, Борисов, Березина, Жлобин, Могилёв, Шклов, Быхов.
15 июля 1941 года полк перелетел на аэродромы в районе Юхнова: Климов Завод, Кувшиновка, Емельяновка, откуда полк действовал по целям на территории Смоленской области. За первый месяц войны полк выполнил 361 боевой вылет, сбросив 316,5 тонн бомб и 15 тонн листовок, доставив 120 тонн грузов. В течение июля-сентября 1941 года продолжает боевую работу по целям на Смоленщине, часто действуя по аэродромам, так в ночь с 14 на 15 августа 1941 года бомбил свой прежний аэродром Шайковка. В течение августа 1941 года силами полкам были сброшены за линию фронта 164 парашютиста из числа разведывательных и диверсионных групп.
С 22 июня по 30 сентября 1941 года полк потерял 13 самолётов и около 20 человек убитыми.
С началом операции «Тайфун», вечером 4 октября 1941 года полк был вынужден в срочном порядке перебазироваться в Монино на аэродром Добринское. Во время перебазирования по разным причинам полк потерял шесть самолётов. Осенью 1941 года действует по целям в районах Угрюмово, Юхнов, Вязьма, Клин, Солнечногорск, и на более дальние расстояния: Смоленск, Орша.
В декабре 1941 года базируется на аэродромах Монино, Добринское, Ногинск, Внуково, наносит удары по войскам противника на Ленинградском, Волоколамском, Дмитровском шоссе; продолжает выполнять задачи по выброске десантов и транспортировке грузов.
Начиная с января 1942 и вплоть по июнь 1942 года силами полка обеспечивалась деятельность в тылу противника 1-го гвардейского кавалерийского корпуса. Также экипажи полка принимали участие в высадке десанта в ходе Вяземской десантной операции и дальнейшем снабжении десанта. В рамках этой деятельности силами полка обеспечивалось снабжение группировки советских войск боеприпасами, горючим, продовольствием, медикаментам, вывозились раненые.
В начале марта 1942 года в состав полка с целью восполнения потерь вошла 39-я отдельная тяжелобомбардировочная авиационная эскадрилья. В конце февраля 1942 года полк в полном составе перебазировался в Ногинск и продолжал действовать в районах Брянска, Смоленска, Ржева, Вязьмы.
31 марта 1942 года переименован в 1-й авиационный полк дальнего действия. В апреле-июне 1942 года базируется в Монино.
С октября 1941 по май 1942 года полк совершил 752 боевых вылета, сбросил 2100 тонн бомб, 1720 парашютистов и 850 тонн боеприпасов, отчитался об уничтожении 90 самолётов на земле, четырёх переправ, пяти эшелонов с горючим, восьми с боеприпасами, семи складов с горючим и восьми с боеприпасами, разрушении двух железнодорожных станций и одного военного завода.
В июле-августе 1942 года действует в основном по железнодорожным узлам Брянск, Карачев, Орёл, Курск, Харьков, Ржев. В начале августа 1942 года все исправные самолёты перебазировались на аэродром Никифоровка, откуда действовали на сталинградском направлении.
18 августа 1942 года за боевые заслуги полк преобразован в 1-й гвардейский авиационный полк дальнего действия
Преемником полка до 1999 года являлся 63-й гвардейский отдельный военно-транспортный авиационный полк ВВС Узбекистана.

## Подчинение
| Дата            | Фронт (округ)                  | Армия             | Корпус (группа)                                         | Дивизия                                          | Примечания |
| --------------- | ------------------------------ | ----------------- | ------------------------------------------------------- | ------------------------------------------------ | ---------- |
| 22.06.1941 года | Дальнебомбардировочная авиация | -                 | 3-й авиационный корпус дальней бомбардировочной авиации | 42-я дальне-бомбардировочная авиационная дивизия | -          |
| 01.07.1941 года | Западный фронт                 | -                 | -                                                       | -                                                | -          |
| 10.07.1941 года | Западный фронт                 | -                 | -                                                       | -                                                | -          |
| 01.08.1941 года | Дальнебомбардировочная авиация | -                 | 3-й авиационный корпус дальней бомбардировочной авиации | 42-я дальне-бомбардировочная авиационная дивизия | -          |
| 01.09.1941 года | Западный фронт                 | -                 | -                                                       | 23-я тяжело-бомбардировочная авиационная дивизия | -          |
| 01.10.1941 года | Западный фронт                 | -                 | -                                                       | 23-я тяжело-бомбардировочная авиационная дивизия | -          |
| 01.11.1941 года | Западный фронт                 | -                 | -                                                       | 23-я тяжело-бомбардировочная авиационная дивизия | -          |
| 01.12.1941 года | Западный фронт                 | -                 | -                                                       | 23-я тяжело-бомбардировочная авиационная дивизия | -          |
| 01.01.1942 года | Западный фронт                 | 1-я ударная армия | -                                                       | 23-я тяжело-бомбардировочная авиационная дивизия | -          |
| 01.02.1942 года | Дальнебомбардировочная авиация | -                 | -                                                       | 23-я тяжело-бомбардировочная авиационная дивизия | -          |
| 01.03.1942 года | Авиация дальнего действия      | -                 | -                                                       | 23-я тяжело-бомбардировочная авиационная дивизия | -          |
| 01.04.1942 года | Авиация дальнего действия      | -                 | -                                                       | 53-я авиационная дивизия дальнего действия       | -          |
| 01.05.1942 года | Авиация дальнего действия      | -                 | -                                                       | 53-я авиационная дивизия дальнего действия       | -          |
| 01.06.1942 года | Авиация дальнего действия      | -                 | -                                                       | 53-я авиационная дивизия дальнего действия       | -          |
| 01.07.1942 года | Авиация дальнего действия      | -                 | -                                                       | 53-я авиационная дивизия дальнего действия       | -          |
| 01.08.1942 года | Авиация дальнего действия      | -                 | -                                                       | 53-я авиационная дивизия дальнего действия       | -          |

## Командиры
- полковник Филиппов, Иван Васильевич (1938—1942)
- полковник Чирсков, Борис Фёдорович (1942)

## Отличившиеся воины полка
| Награда | Ф. И. О.                     | Должность           | Звание  | Дата награждения | Примечания       |
| ------- | ---------------------------- | ------------------- | ------- | ---------------- | ---------------- |
|         | Пляшечник, Яков Иванович     | Командир авиаотряда | Капитан | 20.06.1942       | погиб 11.02.1944 |
|         | Степанов, Фёдор Фёдорович    | Командир авиаотряда | Капитан | 20.06.1942       |                  |
|         | Чистяков, Василий Михайлович | Штурман авиаотряда  | Капитан | 20.06.1942       |                  |
|         |                              |                     |         |                  |                  |